# أندرو شيريدان
أندرو شيريدان (بالإنجليزية: Andrew Sheridan)‏ هو ممثل بريطاني، ولد في 16 نوفمبر 1976 في المملكة المتحدة.

## أعمال

### أفلام
- (2007) سيطرة[1]

## وصلات خارجية
- أندرو شيريدان على موقع IMDb (الإنجليزية)
- أندرو شيريدان على موقع قاعدة بيانات الفيلم (الإنجليزية)